# Betty Cuthbert
Elizabeth Alyse „Betty“ Cuthbert AC, MBE (* 20. April 1938 in Sydney, New South Wales; † 6. August 2017 in Mandurah, Western Australia) war eine australische Leichtathletin, die 1956 und 1964 insgesamt viermal Olympiasiegerin wurde. Sie ist nach der Zahl der Goldmedaillen eine der erfolgreichsten Leichtathletinnen aller Zeiten.

## Karriere
Cuthbert begann erst in der High School mit dem Sprinttraining und lief im Frühjahr 1956 in 23,2 s Weltrekord im 200-Meter-Lauf. Dies machte sie zur Favoritin bei den Olympischen Spielen in Melbourne im gleichen Jahr. Zunächst startete sie in Melbourne jedoch im 100-Meter-Lauf, bei dem ihre Landsfrau und erfahrene Olympionikin Shirley Strickland de la Hunty als Weltrekordhalterin die eindeutige Favoritin war. Es kam einer Sensation gleich, als Strickland bereits in den Vorläufen ausschied. Cuthbert gewann schließlich überlegen das Finale und damit ihre erste Goldmedaille in 11,5 s vor der für die gesamtdeutsche Mannschaft startenden Christa Stubnick (11,7 s) aus der DDR und ihrer Landsfrau Marlene Mathews (ebenfalls 11,7 s). Vier Tage nach diesem noch relativ überraschenden Erfolg siegte sie über 200 Meter als Favoritin mit großem Vorsprung in 23,4 s wiederum vor Stubnick (23,7 s) und Mathews (23,8 s). Ihre dritte Goldmedaille gewann sie mit der australischen 4-mal-100-Meter-Staffel.
Bei den Olympischen Spielen 1960 in Rom wurden ihre Spezialdisziplinen 100 und 200 Meter von der US-Amerikanerin Wilma Rudolph dominiert. Cuthbert schied bei 100 Meter bereits in den Vorläufen aus, trat über 200 Meter nicht mehr an und beendete vorläufig ihre Karriere.
Bei den British Empire and Commonwealth Games 1962 in Perth kam sie zurück auf die internationale Leichtathletikbühne – diesmal über 400 Meter. Dieser Wechsel zahlte sich aus, und Betty Cuthbert gewann über 400 Meter ihre vierte olympische Goldmedaille bei den Olympischen Spielen 1964 in Tokio.
1979 wurde bei ihr Multiple Sklerose diagnostiziert. Auf einen Rollstuhl angewiesen, gehörte sie zu den Trägern der olympischen Fackel bei der Eröffnungszeremonie der Olympischen Spiele 2000 in Sydney. 2012 wurde Cuthbert in die IAAF Hall of Fame aufgenommen.
Im August 2017 erlag sie ihrer knapp 40 Jahre währenden Krankheit.